# Rae Sremmurd
Rae Sremmurd (укр. Рей Шріммерд) — американський хіп-хоп дует з Тупело, Міссісіпі, США. Колектив заснували двоє братів — Слім Джіммі та Свей Лі.

## Біографія
Акіл Ібен Шамон Браун (Слім Джіммі) та його молодший брат Халіф Малік ібн Шамон Браун (Свей Лі) народилися в Інґлвуді (Каліфорнія) 29 грудня 1993 та 7 червня 1995 року відповідно. Своє дитинство брати провели з матір'ю Бернадетт Волкер та братом Майклом, оскільки їхній батько покинув сім'ю декілька років по їхньому народженню.
Через те, що їхня матір працювала в армії, сім'я весь час подорожувала зі штату у штат. Вони жили у Міссісіпі, Меріленді, доки, зрештою, не поселилися на військовій базі Форт-Гуд, що у Техасі. Обоє братів почали працювати та займатися музикою ще у ранньому віці. на свій десятий день народження в Техасі, Халіф за допомогою редактора-секвенсора Fruity Loops створив свій перший трек.
Коли хлопці навчалися у середній школі, сім'я покинула Техас і переїхала назад до Міссісіпі, оскільки їхня матір, яка звільнилася зі військових сил, вирішила поселитись там зі своїм новим чоловіком Флойдом Салліваном. Вони жили разом із вітчимом у Тупело, Міссісіпі. Невдовзі у них народився брат Флойд-молодший Салліван. Щоб утримати родину та забезпечити хлопцям освіту, їхньому вітчиму довелось займатися незаконним продажем наркотиків.

## Кар'єра
2013 року реп-дует підписав контракт зі студією звукозапису «Mike Will Made It's EarDrummers». У січні 2015 року вони презентували свій дебютний студійний альбом «SremmLife», який отримав платинову сертифікацію RIAA. У серпні 2016 року брати випустили альбом під назвою «SremmLife 2». Цього ж року вони заснували власну студію звукозапису «SremmLife Crew Records».
Дует насамперед відомий завдяки синглу «Black Beatles», який посів першу сходинку хіт-параду Billboard Hot 100 та ввійшов до першої десятки декількох міжнародних чартів. Серед інших платинових синглів виконавців: «No Type», «No Flex Zone» та «Swang». 4 травня 2018 року світ побачив їхній третій альбом — «SR3MM».

## Дискографія
- SremmLife (2015)
- SremmLife 2(2016)
- SR3MM (2018)
- Sremm 4 Life (2023)